# Stradov (Chlumec)
Stradov (deutsch Straden) ist ein Ortsteil der Gemeinde Chlumec in Tschechien.

## Geographie
Stradov liegt neun Kilometer nordwestlich des Stadtzentrums von Ústí nad Labem und gehört zum Bezirk Okres Ústí nad Labem. Die Ortslage befindet sich am südlichen Fuß des Osterzgebirges und wird vom Bach Stradovský potok durchflossen. Nördlich erheben sich der Mravenčí vrch (557 m), Na Vylidce (Schauplatz, 791 m) und Vinný vrch (656 m). Südlich des Dorfes verläuft die Fernverkehrsstraße I/13 von Teplice nach Děčín, von der östlich von Stradov die Fernverkehrsstraße I/30 nach Ústí nad Labem abzweigt. Zweieinhalb Kilometer östlich verläuft die Autobahn D 8. Nördlich von Stradov führt die Bahnstrecke Děčín–Chomutov entlang.
Nachbarorte sind Adolfov und Zadní Telnice im Norden, Chlumec im Nordosten, Podhoří im Osten, Prkenný Mlýn, Český Újezd und Všebořice im Südosten, Chabařovice und Přestanov im Süden, Maršov im Südwesten, Unčín im Westen sowie Horní Krupka, Fojtovice und die Wüstung Habartice im Nordwesten.
Die umliegenden Dörfer Úžín (Auschina) und Roudné (Raudney) im Osten fielen dem Braunkohlenbergbau zum Opfer.

## Geschichte

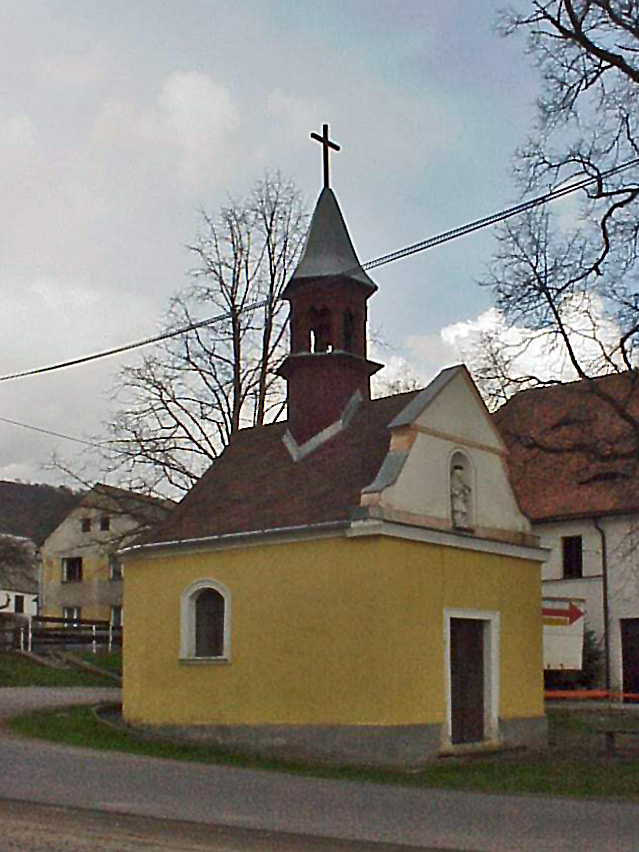
Kapelle des hl. Johannes von Nepomuk

Die erste schriftliche Erwähnung von Straden erfolgte 1348, als die Stadt Aussig die zur Burg Hněvín gehörigen Lehnhöfe Priesten, Groß Kaudern und Straden mit Bewilligung Karls IV. wegen Wegelagerei zerstörte. Im 14. bzw. 15. Jahrhundert entstand in dem Reihendorf eine Feste. Ab 1536 gehörte das Dorf zur Herrschaft Kulm. In der berní rula von 1654 sind für Straden fünf Bauern- und neun Kleinbauernwirtschaften ausgewiesen. 1813 hatte Straden 180 Einwohner und bestand aus 32 Häusern.
Während der Napoleonischen Kriege stießen in der Schlacht bei Kulm am 29. August 1813 bei Straden die ersten russischen und französischen Truppen aufeinander. Das Dorf lag im Schlachtfeld und brannte mit Ausnahme der Kapelle vollständig ab. Bis zur Mitte des 19. Jahrhunderts blieb Priesten der Herrschaft Kulm untertänig.
Nach der Aufhebung der Patrimonialherrschaften bildete Straden / Stradov ab 1850 eine Gemeinde im Gerichtsbezirk Karbitz bzw. im Bezirk Außig. Nach dem Münchner Abkommen erfolgte 1938 die Angliederung an das Deutsche Reich. 1939 lebten in der Gemeinde im Landkreis Aussig 250 Menschen. Nach dem Zweiten Weltkrieg wurde die deutsche Bevölkerung vertrieben und Tschechen angesiedelt. 1947 kam die Gemeinde zum Okres Ústí nad Labem-okolí und seit 1961 gehörte sie wieder zum Okres Ústí nad Labem. 1979 wurde das Dorf nach Chlumec und mit diesem zusammen 1986 nach Ústí nad Labem eingemeindet. Seit 1990 ist Stradov wieder ein Ortsteil der Gemeinde Chlumec.

## Entwicklung der Einwohnerzahl
| Jahr | Einwohnerzahl |
| ---- | ------------- |
| 1869 | 179           |
| 1880 | 189           |
| 1890 | 201           |
| 1900 | 215           |
| 1910 | 254           |

| Jahr | Einwohnerzahl |
| ---- | ------------- |
| 1921 | 252           |
| 1930 | 310           |
| 1950 | 164           |
| 1961 | 176           |
| 1970 | 147           |

| Jahr | Einwohnerzahl |
| ---- | ------------- |
| 1980 | 117           |
| 1991 | 98            |
| 2001 | 115           |
| 2011 | 293           |

## Sehenswürdigkeiten

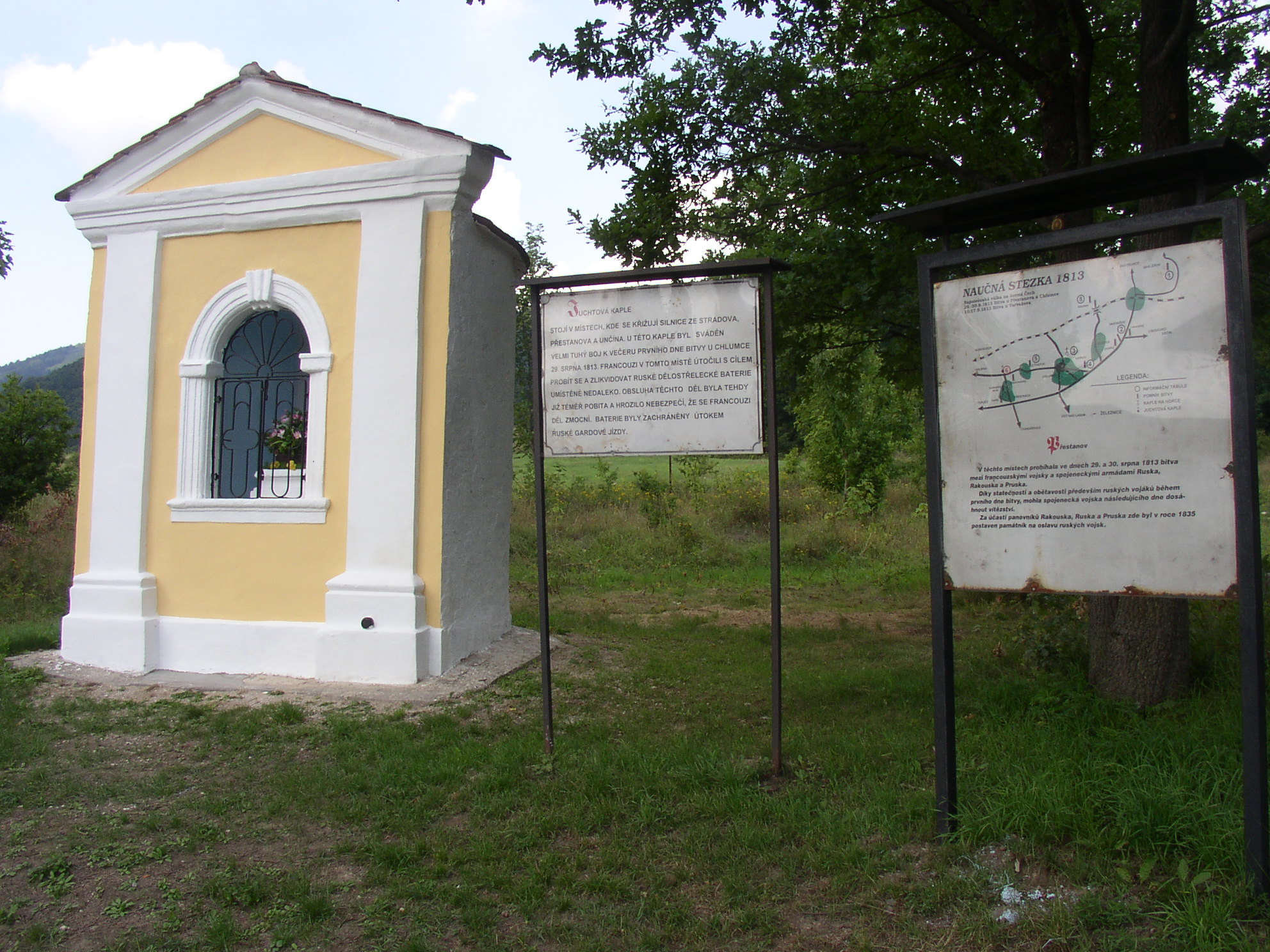
Juchtenkapelle

- Kapelle des hl. Johannes von Nepomuk am Dorfplatz, erbaut im 17. Jahrhundert
- Juchtenkapelle (Juchtová kaple) aus dem Jahre 1813, am Straßenabzweig nach Unčín und Přestanov, westlich des Dorfes
- Reste des Wassergrabens der Feste
- Kulmer Kapelle, im Gebirge nordwestlich des Dorfes
- Reste der Burg Kyšperk, westlich im Gebirge